# Лофофора
Лофофо́ра (лат. Lophophora, от др.-греч. λόφος — «гребень, султан» и φορά — «несущая») — род растений семейства Кактусовые.
Род Lophophora был описан в 1894 году (до этого времени употреблялось название Anhalonium), уточнён Бриттоном и Роузом в их монографии в 1922 году.

## Виды
Среди ботаников нет согласия о количестве видов, входящих в этот род — обычно признаются от двух до четырёх—пяти видов. Несомненно, это Lophophora williamsii и Lophophora diffusa. Некоторые ботаники добавляют к ним Lophophora fricii, Lophophora jourdaniana и др.
До недавнего времени считалось, что род Лофофора состоит лишь из одного, но очень изменчивого вида — Lophophora williamsii. В 1967 году в окрестностях Керетаро Н. Н. Браво был обнаружен вид, впоследствии названный Lophophora diffusa. Данный вид характеризуют более выраженные «рёбра» по сравнению с Lophophora williamsii, а также мягкость тканей, жёлто-зелёный цвет эпидермиса, иной состав алкалоидов и гораздо меньшее содержание мескалина

## Ботаническое описание
Это небольшие кактусы с шаровидными, несколько приплюснутыми гладкими стеблями 3 см высотой и около 5 см в диаметре, с бархатистым эпидермисом тусклого серого или голубовато-серого цвета. Корень массивный, реповидный. Рёбра (6—10) слегка выпуклые, очень широкие, особенно возле ареол, разделённые тонкими и чёткими бороздками. На ребрах имеются также поперечные канавки, образующие мягко очерченные бугорки. Крупные белоопушённые ареолы расположены редко и в верхней части стебля содержат пучки белой или серой шерсти. Колючки практически отсутствуют.
Цветки белые, нежно-розовые, жёлтые, воронковидные, широко открытые, сидячие, появляются вблизи точки роста, до 2 см в диаметре.
Плоды бледно-розовые, продолговатые, около 1 см длиной, содержат по несколько семян и появляются через 9—12 месяцев после цветения.

## Распространение и среда обитания
Ареал — от США (Техас) до Мексики (северные штаты до Керетаро).
Встречаются на склонах известковых гор под прикрытием низкорослых кустарников, на высоте 200—2000 м над уровнем моря.

## В культуре
Лофофоры — медленно растущие и очень выносливые в природных условиях кактусы. В культуре требуют солнечного расположения и умеренного полива в период вегетации. Зимой содержатся без увлажнения, при температуре 10—12 °C. Землесмесь хорошо проницаемая, глинисто-дерновая, содержащая много песка, гравийной и мраморной крошки, pH 6—6,5. Размножаются семенами и вегетативным путём.
Лофофоры — растения с древней историей. Lophophora williamsii издавна известна у индейцев под названием «пейотль». Благодаря содержанию в мякоти стебля группы алкалоидов (мескалин и др.), оказывающих сильное воздействие на нервную систему человека, применялась при проведении культовых обрядов, а также хирургических операциях. Описание обрядов с использованием лофофоры имеется, в частности, в работах К. Кастанеды. В США, штат Калифорния, выращивание и хранение запрещено с середины 1970-х годов.
Культивирование Lophophora williamsii в России законодательно запрещено с 2004 года — уголовная ответственность по ст. 231 УК РФ наступает при выращивании более двух экземпляров растения. До запрета лофофоры часто встречались в коллекциях кактусистов, считаясь украшением любой коллекции.
Также данное растение можно встретить в игре Grand Theft Auto 5. При употреблении данного кактуса у главного героя наблюдаются галлюцинации, что также допустимо в реальной жизни.